# Oekaki

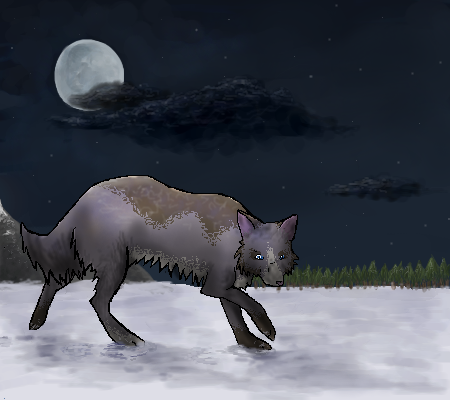
Exempel på en bild ritad i Oekaki, med programmet Shi-Painter.

Oekaki (japanska お絵描き, お: O = formellt prefix, 絵: e = bild, 描き: kaki = rita) är det japanska ordet för ritande. På internet används det om internetritade bilder som publiceras och delas på olika elektroniska anslagstavlor. Ofta innehåller dessa bilder endast ett eller två lager. [källa behövs]